# Sender Lichtenberg
Der Sender Lichtenberg ist eine am 17. November 1960 auf dem Lichtenberg bei Linz in Betrieb genommene Sendeanlage der ORS Österreichische Rundfunksender GmbH für Hörfunk und TV.
Der interne Name lautet: LINZ1.

## Sendemast

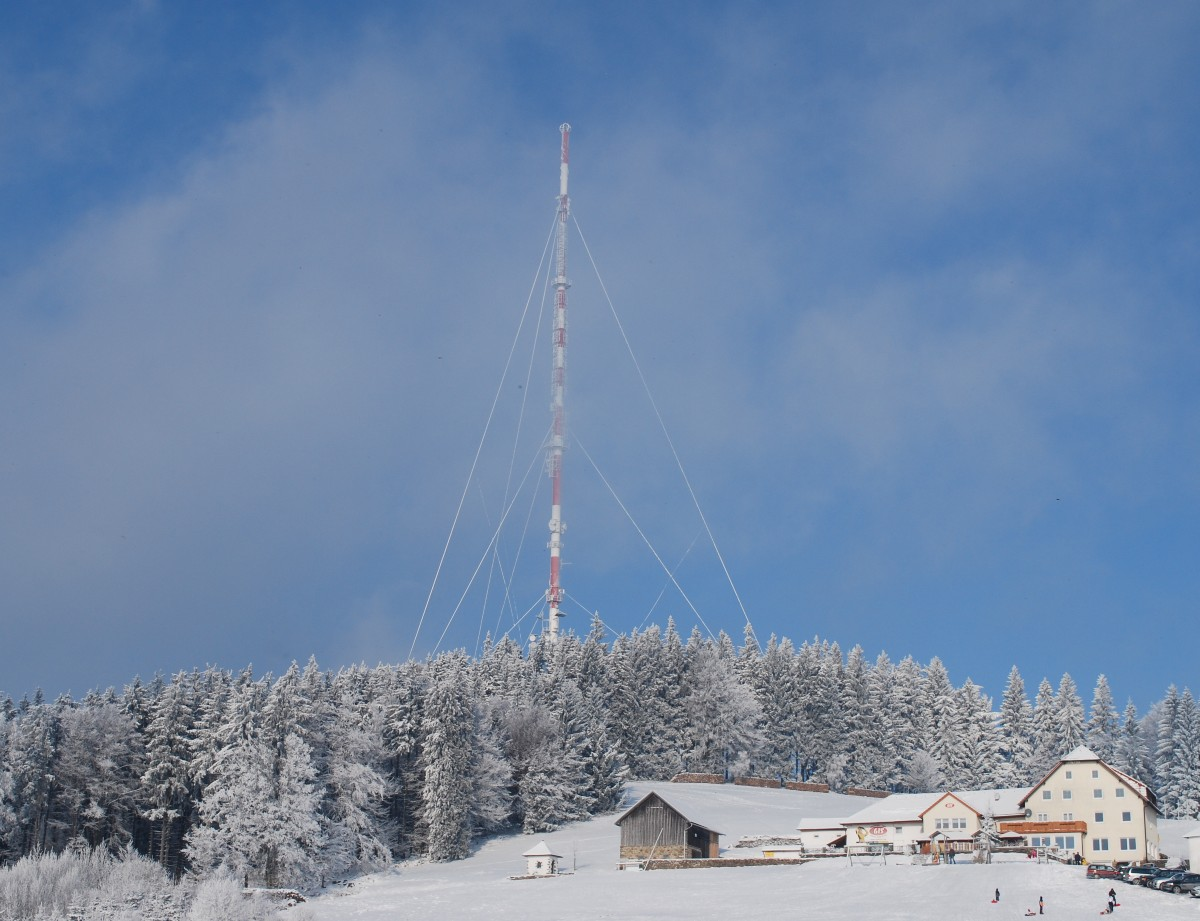
Sender und Wald im Winter

Der Sender Lichtenberg verwendet als Antennenträger einen 95 Tonnen schweren, 155 Meter hohen abgespannten Stahlrohrmast, dessen Durchmesser im unteren Bereich 1,9 Meter und im oberen Bereich 1,2 Meter beträgt. Mithilfe eines Innenaufzugs ist das Innere des Mastes bis zu einer Höhe von 80 Meter befahrbar. Im August 1964 wurde der Mast von 135 Meter auf 155,7 Meter aufgestockt, um die Voraussetzung für die Ausstrahlung des zweiten Fernsehprogramms, das am 4. Dezember 1964 erstmals ausgestrahlt wurde, zu schaffen. Der Sender strahlt derzeit acht UKW-Programme, 5 DVB-T2 Fernsehpakete und 3 DAB+ Radiopakete aus. Ursprünglich sollte statt des abgespannten Stahlrohrmasts ein Sendeturm mit Aussichtsmöglichkeit errichtet werden, allerdings standen die hierfür notwendigen finanziellen Mittel sowohl beim ORF als auch beim Land Oberösterreich und der Stadt Linz nicht zur Verfügung. Am 17. November 1960 wurde der Sender nach zweijähriger Bauzeit in Betrieb genommen. Der Sender verfügt auch über eine Notstromversorgung, welche im Falle eines Stromausfalles eingreift und die Frequenz von Ö3, früher Ö1 weiter sendefähig hält.
Am 18. Oktober 2012 wurde der alte, 17 Meter hohe und seit 1979 verwendete GfK-Zylinderaufsatz durch einen neuen Aufsatz gleicher Höhe ersetzt, da er das Ende seiner technischen Nutzungsdauer erreichte.
Der Sender ist das Wahrzeichen der Gemeinde Lichtenberg und auch Teil des Wappens. Das Gebiet, auf dem der Sender steht, wurde erst zum 1. Jänner 1953 eingemeindet. Als Alternativstandort für einen Sender war auch der Breitenstein in der Gemeinde Kirchschlag bei Linz erwogen worden. Landesplanung und Naturschutz hatten gegen das Projekt in Lichtenberg Stellung genommen, bevor es am 24. Juni 1958 letztlich bauverhandelt wurde.

## Sendegebiet
Der Sender Lichtenberg hat aufgrund seiner guten Lage ein großes Erfassungsgebiet. Man kann ihn sowohl auf bayerischem Boden in Niederbayern, den östlichen Teilen Oberbayerns als auch in den südöstlichen Teilen des bayerischen Regierungsbezirks Oberpfalz empfangen. Zudem kann man den Sender bis weit in die oberösterreichischen, aber auch Salzburger Alpen hinein empfangen. Am Nordstau der Salzburger Kalkalpen, aber auch der bayerischen Kalkalpen, gibt es Gebiete, in die der Sender Lichtenberg ein besseres und damit intensiveres Signal ausstrahlt als beispielsweise der Sender Gaisberg im Großraum Salzburg.
Der Sender Lichtenberg erfasst auch Teile der Steiermark und die westlichen Teile des Bundeslandes Niederösterreich. So sind zum Beispiel noch zirka 30 km westlich vor Wien auf der West Autobahn die ORF-Frequenzen von Ö1, Radio Oberösterreich und Ö3, FM4 und Life Radio teilweise sogar mit RDS zu empfangen. Im Donautal zwischen Engelhartszell an der Donau und Grein ist er als „der Zentralsender“ schlechthin zu bezeichnen. Außerdem strahlt er bis weit in die böhmische Tiefebene in der Tschechischen Republik hinein. Auf der Schneekoppe im Riesengebirge im polnisch-tschechischen Grenzgebiet und auch der bayerischen/württembergischen Grenze können die 100 kW Frequenzen als Überreichweite ebenfalls empfangen werden.

## Frequenzen und Programme

### Analoger Hörfunk (UKW)
| Frequenz  | Programmname           | RDS PS            | Senderlogo | PI-Code               | Regionalisierung | ERP     | Himmelsrichtung |
| --------- | ---------------------- | ----------------- | ---------- | --------------------- | ---------------- | ------- | --------------- |
| 88,8 MHz  | Hitradio Ö3            | __OE_3__          |            | A203                  |                  | 100 kW  | Rundstrahlung   |
| 90,1 MHz  | Radio Niederösterreich | RADIO-N_          |            | A602                  | Niederösterreich | 10 kW   | Süd-Ost         |
| 92,6 MHz  | kronehit               | kronehit          |            | A3FF/ A7FF (regional) | Oberösterreich   | 14,2 kW | Süd             |
| 95,2 MHz  | Radio Oberösterreich   | *RADIO*_/**OOE**_ |            | A707                  | Oberösterreich   | 100 kW  | Rundstrahlung   |
| 96,7 MHz  | Radio Arabella         | ARABELLA          |            | A755                  | Oberösterreich   | 4 kW    | Südwest         |
| 97,5 MHz  | Ö1                     | __OE_1__          |            | A201                  |                  | 100 kW  | Rundstrahlung   |
| 100,5 MHz | Life Radio             | *_LIFE_*          |            | A746                  | Oberösterreich   | 100 kW  | Rundstrahlung   |
| 104,0 MHz | FM4                    | __FM4___          |            | A213                  |                  | 100 kW  | Rundstrahlung   |

Weitere UKW-Programme werden vom in der Nähe liegenden Standort Freinberg aus verbreitet.

### Digitaler Hörfunk (DAB+)
Seit 28. Mai 2019 wird der erste österreichweite MUX im Kanal 6D gesendet.
DAB wird in vertikaler Polarisation ausgestrahlt.
In diesem Kanal erfolgt noch kein Gleichwellenbetrieb mit anderen Sendern, ist jedoch in Planung.
In DAB+ werden folgende Programme ausgestrahlt:
| Block           | Programme | ERP (in kW) | Antennen- diagramm rund (ND), gerichtet (D) | Gleichwellennetz (SFN) |
| --------------- | --- | ----------- | ------------------------------------------- | --- |
| 6D DAB+ Austria | DAB-Block des österreichischen Bundesmux: - #Radio ONE (80 kbit/s) - * 88,6 * (72 kbit/s) - Antenne Österreich (72 kbit/s) - arabella HOT (72 kbit/s) - arabella MAGIC (72 kbit/s) - Energy (96 kbit/s) - ERF Süd (40 kbit/s) - jö.live (72 kbit/s) - KLASSIK RADIO (72 kbit/s) - Mein Kinderradio (40 kbit/s) - oe24 Radio (72 kbit/s) - Radio Maria Österreich (72 kbit/s) - Radio Stephansdom Klassik (72 kbit/s) - Rock Antenne (72 kbit/s) - Schlagerradio Flamingo (72 kbit/s) - WELLE 1 (72 kbit/s) - ORS EPG (16 kbit/s Daten) - ORS TPEG (8 kbit/s Daten, geplant) | 10          | D (30–310°)                                 | - Oberösterreich: Linz (Lichtenberg) in Planung: Bad Ischl (Katrin), Schärding (Schardenberg) |
| 8B MUX III-O    | - #Radio Rot Weiss Rot (112 kbp/s) - #Super 80s (112 kbp/s) - *SOL* (56 kbp/s) - ARABELLA (72 kbp/s) - Antenne Hit (72 kbp/s) - Flash 90s (72 kbp/s) - Beats Radio (72 kbp/s) - LoungeFM (40 kbp/s) - Inforadio (40 kbp/s) - Musiksender GÖD (72 kbp/s) - Nostalgie (96 kbp/s) - Superfly (72 kbp/s) - Radio VM1 (72 kbp/s) - Radio Bollerwagen (72 kbp/s) - XXXL RADIO (72 kbp/s) - SPI (16 kbp/s Daten) | 10          | D                                           | - Burgenland: Rechnitz (Hirschenstein) - Oberösterreich: Linz (Lichtenberg) - Steiermark: Bruck an der Mur (Mugel), Graz (Schöckl), Schladming (Hauser Kaibling) - Tirol: Innsbruck (Patscherkofel) |
| 12A MUX II S/OÖ | - *Life Radio* (96 kbp/s) - OÖNow (72 kbp/s) - Antenne Salzburg (72 kbp/s) - Radio MediaMarkt (72 kbp/s) - Radio U1 (72 kbp/s) - SPI OS (16 kbp/s Daten) | 10          | D                                           | Linz (Lichtenberg) in Planung: Bad Ischl (Katrin), Schärding (Schardenberg) |

### Digitales Fernsehen (DVB-T2)
Aktuell werden folgende TV-Programme übertragen. Zuvor wurde in DVB-T gesendet. Viele Sender werden verschlüsselt über SimpliTV vertrieben (Unverschlüsselte Sender sind in der Liste mit * markiert). In DVB-T2 werden folgende Programme ausgestrahlt:
| Multiplex | Kanal         | Programme im Bouquet | ERP (max.) | Polarisation |
| --------- | ------------- | --- | ---------- | ------------ |
| MUX A     | K43 (650 MHz) | ORF eins SD*, ORF 2 (W) SD*, ORF 1 HD, ORF 2 (N,O,S) HD, ORF III HD, ORF Sport+ HD HbbTV: Hitradio Ö3 Radio: FM4*, Österreich 1*   | 65 kW      | horizontal   |
| MUX B     | K37 (602 MHz) | ATV HD, Servus TV HD, 3sat HD, Puls 4 SD, RTL HD, ATV II*, HGTV, ZDFinfo HbbTV: Flimmit                                            | 65 kW      | horizontal   |
| MUX C     | K44 (658 MHz) | oe24 TV*, Welt, BibelTV*, dorf tv*, LT1*, Kurier TV*, kabel eins Doku austria, ProSieben Maxx Austria, TV1*, RTV*, WT1*            | 50 kW      | horizontal   |
| MUX D     | K41 (634 MHz) | arte HD, BR Süd HD, Phoenix HD, n-tv, SUPER RTL, Sat.1 Gold Österreich, Nickelodeon, DMAX, RTLup, NITRO, One HD                    | 65 kW      | horizontal   |
| MUX E     | K45 (666 MHz) | Das Erste HD, ZDF HD, RTL II, Sixx Austria, Kabel eins Austria, Eurosport, Playboy TV, Sport1, KiKA, ZDFneo HD                     | 65 kW      | horizontal   |
| MUX F     | K24 (498 MHz) | Puls 4 HD, Sat.1 Austria HD, ProSieben HD, VOX HD, Disney Channel, Deluxe Music, CNN, NDR, Puls 24 HbbTV: 4MEDIATHEK; Radio Maria* | 65 kW      | horizontal   |

### Analoges Fernsehen (PAL)
Bis zur Umstellung auf DVB-T wurden folgende Programme in analogem PAL gesendet:
| Kanal | Frequenz (MHz) | Programm                       | ERP (kW) | Polarisation horizontal (H)/ vertikal (V) |
| ----- | -------------- | ------------------------------ | -------- | ----------------------------------------- |
| 6     | 182,25         | ORF 1                          | 100      | H                                         |
| 37    | 599,25         | ATV                            | 500      | H                                         |
| 41    | 631,25         | LT1 / ORF 2 (Niederösterreich) | 50       | H                                         |
| 43    | 647,25         | ORF 2 (Oberösterreich)         | 500      | H                                         |